# Выговский, Иван Михайлович
Иван Михайлович Выговский (укр. Іван Михайлович Вигівський; род. 26 марта 1980, Житомирская область, УССР) — украинский полицейский, руководитель ГУ НПУ в Киеве с 11 августа 2021 по 20 января 2023 года. Генерал полиции 2 ранга. Глава Национальной полиции Украины с 14 июля 2023 года (исполнял обязанности с 20 января по 14 июля 2023).

## Биография
Родился 26 марта 1980 года в Житомирской области.
В 2003 году окончил Национальный университет внутренних дел Украины.
Работал следователем (1999—2015), начальником Очаковского горрайонного отдела управления МВД в Николаевской области (2015—2016), заместителем руководителя ГУ — начальником следственного управления (2016—2020), начальником ГУ НПУ в Полтавской области (2020—2021).
В 2021—2023 годах — руководитель Главного управления Национальной полиции в Киеве.
20 января 2023 года был назначен временным руководителем Национальной полиции вместо Игоря Клименко, который, также временно, возглавил МВД Украины.
14 июля 2023 года, согласно решению Кабинета Министров Украины, назначен главой Национальной полиции Украины.